# Nicolas Rucléri
Nicolas Rucléri, Nicolaus Rucleri, Nicolaus Renclercq ou plus simplement Rucléri ou Reucler (durant une longue période, les noms propres n'avaient pas d'orthographe fixe) est un chroniqueur du Moyen Âge (XIIIe siècle probablement) qui s'est notamment intéressé à l'histoire et à la fondation de la Gaule belgique.
C'est un auteur très mal connu en raison de la disparition de ses écrits, eux-mêmes probablement inspirés de chroniques plus anciennes qui ont également disparu.  
Plusieurs historiens de l'époque des Lumières et du XIXe siècle ont considéré que ses textes ne constituaient probablement pas une source fiable, car ayant a priori (pour ce qu'on en sait par d'autres) intégré des éléments « fabuleux », « très-merveilleux » à ses chroniques (en particulier la fondation de Belgis, capitale aujourd'hui réputée mythique de la Gaule belgique par Bavo, cousin troyen de Priam, après la guerre de Troie).
Le chapitre second de son Poetarium commençait par : 
« Rex fuit immentua quondam, qui nomine dictus Bavo : de génère régis Priami fuit ille ».
De Guyse en transcrit textuellement de longs passages et l'invoque en plusieurs circonstances. Il fait néanmoins observer que Rucléri est parfois en contradiction avec un autre chroniqueur médiéval, Lucius de Tongres, que d'autres chroniqueurs tels Hélinand ne citent même pas, probablement parce qu'ils considéraient que son histoire des Belges, terminée par la destruction de Belgis par Arioviste était une pure fable.

## Éléments bibliographiques et œuvre
Nocolaus Rucléi n'est aujourd'hui connu que parce qu'ayant été cités par des chroniqueurs ayant vécu peu après lui. 
Selon De Guyse qui le cite, il avait traité l'histoire des Morins et des Flamands, en vers latins et non sans art : « Aliqui tractant dictant historiant metrice satis subtiliser ut Nicolaus Rucleri ». Son poème (Poetarium) était divisé par chapitres et écrit en vers léonins.
Molinet (chap. XLVI) de ses chroniques dit :
« Nicolaus Renclercq (Reucler) et autres vénérables docteurs autorisés, lesquels ont tissues et recoeillies les très-merveilleuses histoires de la cité de Belqes, récitent en leurs volumes, que, en l'an de la création du monde deux mille sept cent quatre-vingt et trois, Abdon étant juge en Israël, Bavo, roy de Phrygie, cler astronomien et de singulière dévotion aux dieux, cousin germain du roy Priam, son comilitant et frère d'armes, se partit de Troie bien accompaigné, lorsque tout fut consommé en cendres, et, après avoir souffert maints dangereux périls de mer, il descendit selon le rin (Rhin), par le conseil du dieu Jupiter, et, tirant vers occident, s'arresta au pays de Hainaut, etc. ».